# Gle Keuneukai
Gle Keuneukai är en kulle i Indonesien.   Den ligger i provinsen Aceh, i den västra delen av landet, 1 800 km nordväst om huvudstaden Jakarta. Toppen på Gle Keuneukai är 127 meter över havet.
Terrängen runt Gle Keuneukai är varierad. Havet är nära Gle Keuneukai västerut. Runt Gle Keuneukai är det ganska tätbefolkat, med 155 invånare per kvadratkilometer. I omgivningarna runt Gle Keuneukai växer i huvudsak städsegrön lövskog.